# 萬巒 (大字)
萬巒，是臺灣屏東縣萬巒鄉的一個傳統地域名稱，也是全鄉主要行政機關所在地，位於該鄉西南部。相較於今日行政區，其範圍大致包括萬巒村、萬和村、萬全村不含東南端、鹿寮村不含西端，以及內埔鄉的美和村南端。
本地區境內主要聚落為萬巒、高岡、鹿藔、頭溝水，設有萬巒國中、萬巒國小。

## 歷史
台灣日治初期，萬巒地區為一街庄，稱為「萬巒庄」（舊制街庄），隸屬於港東上里。該庄昔日西及西北與頓物庄為鄰，北與忠心崙庄、四溝水庄為鄰，東北及東與佳佐庄為鄰，南邊為四林庄，西南邊為潮州庄、五魁藔庄。
1901年（日治明治三十四年）11月11日，全台廢縣廳改設二十廳，該庄隸屬於阿猴廳。1904年（明治三十七年）4月15日，該庄編入「萬巒區」，隸屬於阿猴廳。1905年（明治三十八年）4月1日，阿猴廳改稱「阿緱廳」。1909年（明治四十二年）10月25日，全台合併二十廳為十二廳，萬巒區仍隸屬於阿緱廳。1920年（大正九年）10月1日，全台地方制度大改正，廢十二廳改設五州二廳，該庄改制為「萬巒」大字，隸屬於高雄州潮州郡萬巒庄（新制街庄）。
戰後萬巒庄改制為萬巒鄉，隸屬於高雄縣，大字亦改制為村。1950年（民國39年）10月1日，高、屏分治，萬巒鄉改隸屬於屏東縣。
相較於今日行政區，本地區的範圍大致包括萬巒村、萬和村、萬全村不含東南端、鹿寮村不含西端，以及內埔鄉的美和村南端。

## 聚落
該地區發展較早的聚落為萬巒、高岡、鹿藔、頭溝水，在日治期初期的官方地圖上已有記載。

## 交通
省道台1線又稱「縱貫公路」，是臺北至楓港的傳統平面幹道，經過本地區西南端。由該道路北行可前往竹田鄉、內埔鄉、內埔鄉/竹田鄉交界地帶、竹田鄉/麟洛鄉交界地帶、麟洛鄉、屏東市等地，南行可前往潮州鎮、新埤鄉、南州鄉東端、佳冬鄉等地。
縣道187號是水門至東港的道路，經過本地區的萬巒、頭溝水等聚落。由該道路北行可前往內埔鄉，並止於隘寮地區水門聚落西郊的省道台24線暨縣道185號轉角路口；南行可前往潮州鎮、崁頂鄉、東港鎮，並止於省道台17線路口。
縣道187乙線是萬巒至海坪的道路，其東北側端點（起點）位於本地區中部略偏東北、萬巒聚落西側的縣道187號路口。由此西南行（大方向，當地先前南南東）可前往潮州鎮、新埤鄉、南州鄉、東港鎮等地。
鄉道屏102線是萬巒至佳平的道路，其西側端點（起點）位於本地區中部偏東北、萬巒聚落的鄉道屏104線路口。
鄉道屏104線是萬巒至赤山的道路，其西側端點（起點）位於本地區中部偏東北、萬巒聚落的縣道187號轉角暨鄉道屏111線（兩者共線）轉角路口。
鄉道屏111線是四溝水至泗林的道路，經過本地區的萬巒、鹿藔等聚落。該道路在本地區有部分路段與縣道187號共線，另有部分路段與縣道187乙線共線。

## 學校
- 萬巒國中
- 萬巒國小

## 公務機關
- 萬巒鄉公所
- 屏東縣潮州戶政事務所萬巒辦公室
- 屏東縣政府警察局內埔分局萬巒分駐所